# Salomon Lubelski
Salomon Lubelski (Varsóvia, 1902 — Campo de concentração de Majdanek ca. 1941) foi um matemático polonês.
Fundou com Arnold Walfisz o periódico Acta Arithmetica. Sua área de trabalho foi a teoria dos números.

## Vida
Lubelski nasceu em Varsóvia em 1902 e lá estudou matemática. Doutorado na Universidade de Varsóvia, trabalhando depois em estreita colaboração com a universidade. Em 1935 fundou com Arnold Walfisz o periódico Acta Arithmetica. Em 1939 tornou-se professor na Universidade Pedagógica em Białystok. Após a ocupação da cidade pelo exército alemão foi preso no campo de concentração de Majdanek, onde morreu provavelmente em 1941. Lubelski publicou 19 artigos matemáticos e trabalhava em um livro de título "Teoria dos Números". Estes manuscritos foram guardados pelos teórico dos números Johannes van der Corput e mais tarde revistos com novos resultados.

## Publicações
- Zur Theorie der höheren Kongruenzen, Journal für die reine und angewandte Mathematik 162, 65 – 68, 1930, online
- Beweis und Verallgemeinerung eines Waring-Legendreschen Satzes, Mathematische Zeitschrift 33, 321 – 349, 1931, online
- Über die Teiler der Form x2+Dy2, Prace matematyczno-fizyczne 38, 1931,   1. Teil und 40, 1932, 2. Teil